# Finirà malissimo
Finirà malissimo è un singolo del gruppo musicale italiano Finley, in collaborazione con il rapper italiano Shade, pubblicato l'11 aprile 2025.

## Descrizione
Il brano, scritto da Marco Pedretti con Shade, è prodotto da Daniele Autore, in arte Danusk, e Giacomo Roggia, in arte Jaro.

## Video musicale
Il video musicale, diretto da Daniela Cimarelli, è stato pubblicato in concomitanza all'uscita del brano attraverso il canale YouTube del gruppo musicale.

## Tracce
Testi di Marco Pedretti e Vito Ventura, musiche di Carmine Ruggiero, Danilo Calvio e Marco Pedretti.
1. Finirà malissimo (feat. Shade) – 3:04

## Formazione
- Finley – voce
- Shade – voce
- Daniele "Danusk" Autore – programmazione, produzione
- Giacomo "Jaro" Roggia – programmazione, produzione